# Ishmael Yartey
Ishmael Yartey (Sedru, Ghana, 11 de enero de 1990) es un futbolista ghanés. Juega de volante y su actual equipo es el KPV Kokkola de la Veikkausliiga.

## Selección nacional
Ha sido internacional con la selección de fútbol sub-17 de Ghana.

### Participaciones en Copas del Mundo
| Mundial                               | Sede          | Resultado |
| ------------------------------------- | ------------- | --------- |
| Copa Mundial de Fútbol Sub-17 de 2007 | Corea del Sur | Semifinal |

## Clubes
| Club                      | País           | Año       |
| ------------------------- | -------------- | --------- |
| SL Benfica                | Portugal       | 2009-2012 |
| SC Beira-Mar (cedido)     | Portugal       | 2009-2010 |
| CD Fátima (cedido)        | Portugal       | 2010-2011 |
| SC Beira-Mar (cedido)     | Portugal       | 2011      |
| Servette FC (cedido)      | Suiza          | 2011-2012 |
| FC Sochaux                | Francia        | 2012-2014 |
| FC Sion (cedido)          | Suiza          | 2013-2014 |
| FC Sion                   | Suiza          | 2014-2018 |
| Portland Timbers (cedido) | Estados Unidos | 2015      |
| Gil Vicente (cedido)      | Portugal       | 2015-2016 |
| FC Stade Nyonnais         | Suiza          | 2018-2019 |
| KPV Kokkola               | Finlandia      | 2019-     |